# L'Ultime Frontière
Pour les articles homonymes, voir En plein cœur et Cœur.
L'Ultime Frontière ou Le Soleil en plein cœur (The Last Frontier) est une mini-série australo-américaine en deux parties réalisé par Simon Wincer diffusé les 5 et 7 octobre 1986 sur le réseau CBS.
Au Québec, la mini-série a été diffusée sous le titre L'Ultime Frontière les 3 et 4 novembre 1987 à TQS. En France elle a été diffusée sous le titre L'Ultime Frontière les 4 et 11 juin 1988 sur TF1. Rediffusion sous le titre Le Soleil en plein cœur le 10 juin 1995, sur TF1.

## Synopsis
Kate Adamson est une femme divorcée qui vit à Los Angeles avec ses deux enfants adolescents, Marty et Tina. Elle rencontre et tombe amoureuse de Tom Hannon, un touriste australien qui doit bientôt retourner dans son pays. Kate décide de vivre avec lui en Australie.

## Fiche technique
- Titre original : The Last Frontier
- Titre français : L'Ultime Frontière
- Réalisation : Simon Wincer
- Scénario : Michael Laurence et John Misto
- Musique : Brian May
- Directeur de la photographie : Ian Baker
- Durée : 2 × 95 minutes
- Année : 1986

## Distribution
- Linda Evans (VF : Annie Sinigalia) : Kate Hannon
- Jack Thompson (VF : Pascal Renwick) : Nick Stenning
- Peter Billingsley (VF : Francette Vernillat) : Marty Adamson
- Meredith Salenger (VF : Virginie Ledieu) : Tina Adamson
- Jason Robards (VF : Claude Joseph (comédien)) : Ed Stenning
- Judy Morris (VF : Anne Kerylen) : Meg Stenning
- Beth Buchanan (en) (VF : Michel Montossey) : Zoe Hannon
- Asher Keddie : Emma Hannon
- Tony Bonner (VF : Daniel Russo) : Tom Hannon
- John Ewart (en) (VF : Jacques Ferrière) : Henry Dingwell